# Dirham

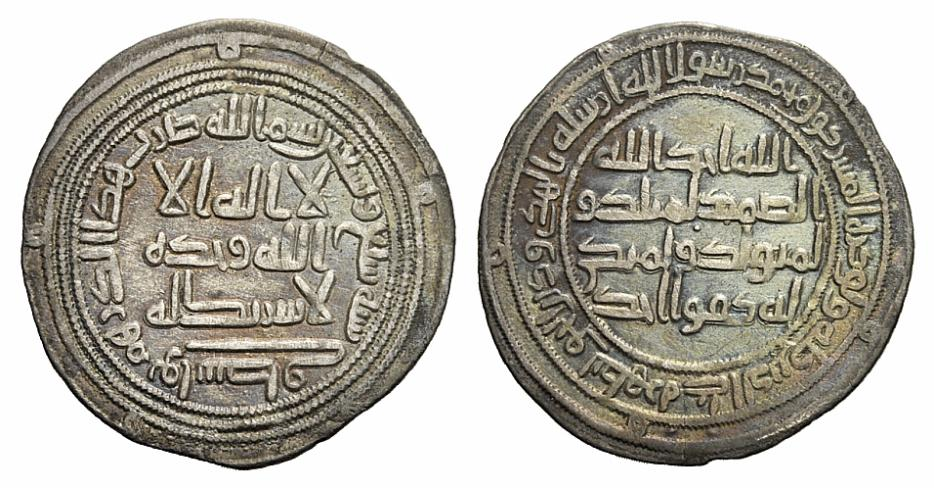
Silber-Dirham des Kalifen Sulaimān geprägt im Jahr AD 716 (97 AH) in Wasit im heutigen Irak. Vorderseite Innen: Es gibt keinen Gott außer Allah. Vorderseite Randschrift: Im Namen von Allah wurde dieser Dirham in Wasit geprägt, Jahr 97. Rückseite Innen: Allah ist der Einzige, Allah ist der Ewige. Rückseite Randschrift: Sure 9-33: Er ist es, Der Seinen Gesandten mit der Führung und der wahren Religion geschickt hat, auf dass Er sie über alle (anderen) Religionen siegen lasse; mag es den Heiden auch zuwider sein. Gewicht 2,8 g / Durchmesser: 27 mm

Der Dirham (arabisch درهم, DMG dirham; Pl. دراهم / darāhim), in europäischen Darstellungen auch Dirhem (und Derham) genannt, ist eine arabische Währungseinheit, die heute in den arabischen Staaten Marokko, Katar, Libyen, dem Sudan und den Vereinigten Arabischen Emiraten im Umlauf ist. Der Dirham war historisch die Silbereinheit des arabischen Münzsystems, die vom Kalifen Abd al-Malik im Jahre 698/699 eingeführt wurde. Das arabische Wort geht über das Persische drahm auf das griechische Wort drachme (δραχμή) zurück.

## Geschichte
Der Dirham war die Silbereinheit des arabischen Münzsystems (10 Dirham = 1 Dinar), wobei das Verhältnis von Dirham und Dinar im Mittelalter noch ständig wechselte, und wurde im Rahmen der Münzreform des Kalifen Abd al-Malik im Jahr Hidschra-Jahr 79 (AD 698/9) im gesamten Umayyadenreich mit einem Durchschnittsgewicht von 2,97 g eingeführt. Davor waren byzantinische und persische Münzen, die oft noch christliche oder zoroastrische Bilder und Symbole, etwa Herrscherköpfe, Kreuze oder Feueraltäre enthielten, im Umlauf, teilweise mit kurzen arabischen Prägungen auf dem Rand.
Der Dirham basiert auf den etwas schwereren sassanidischen Drachmen (3,9 g), die die Araber nach der Eroberung Persiens (Schlacht von Kadesia AD 636) durch Hinzufügungen religiöser Sprüche und Namen der arabischen Statthalter (zuerst auf Pahlavi, später auf Arabisch) als Währung in Persien verwendeten. Die sassanidischen Drachmen waren zuvor über vier Jahrhunderte lang die dominante Währung in Vorderasien gewesen, weshalb sich die frühen Kalifen gezwungen sahen, an diese Tradition anzuknüpfen, damit ihre Münzen akzeptiert wurden. In den ersten Jahren setzte man daher sogar das Abbild des bereits verstorbenen letzten Sassanidenkönigs auf die Vorderseite.
Während als Goldwährung in Europa noch lange der römisch-byzantinische solidus gängig blieb, breitete sich seit den Abbasiden zugleich der Dirham als Handelswährung bis nach Skandinavien und England aus und wurde auch nach der Eroberung von Bagdad (1258) von den Mongolen, wenn auch in variierenden Gewichtsvarianten, bis zur Einführung des Tanka (Tenka) im 14. Jh. verwendet. Der Münzname Dirham wurde danach erst wieder vom Sultan von Marokko Mulai al-Hassan I. (1873 bis 1894) eingeführt.

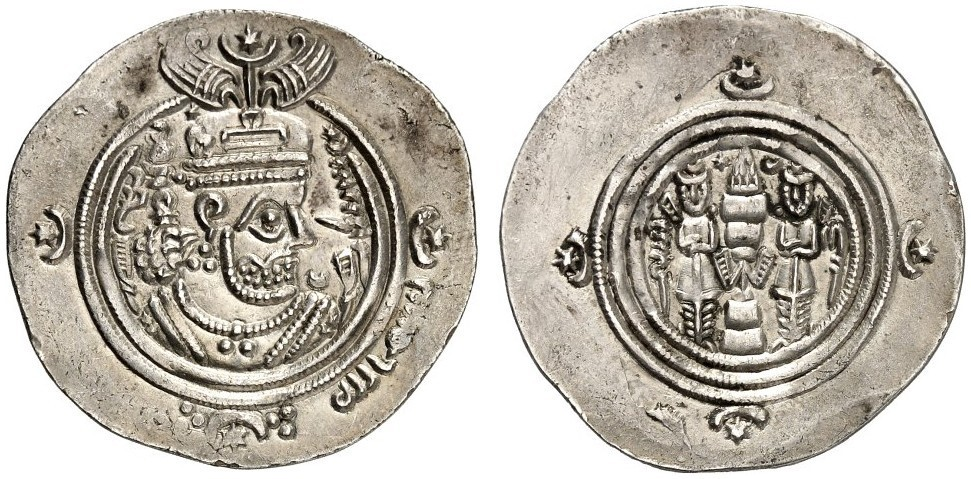
Arabo-sasanidische Drachme aus dem Jahr 661 mit dem Porträt des letzten vorislamischen Großkönigs Persiens Yazdegerd III. (632 bis 651); geprägt in Darabjird im heutigen Iran; Gewicht 4,06 g. Auf der Vorderseite steht im 2. Quadranten des Randes "bism Allah" (Im Namen Allahs). Auf der Rückseite ist ein zoroastrischer Feueraltar zwischen zwei zoroastrischen Priestern zu sehen.

## Als Gewichtseinheit
Nach dem islamischen Recht ist das Verhältnis von Mithqāl und Gewichts-Dirham (dirham al-kail) 10:7, in der Praxis jedoch 3:2. Für den Standard-Dirham ergibt sich somit ein Gewicht von 3,125 Gramm. Diesen Wert hatte der Gewichts-Dirham auch durchgängig im Irak. Je nach Ort und Zeit hat sich jedoch eine Vielzahl unterschiedlicher Dirham-Gewichte herausgebildet. So betrug das Gewicht des syrischen Gewichtsdirham 3,14 Gramm, und der osmanische Gewichtsdirham hatte 3,086 Gramm, In Nordafrika und in al-Andalus lag der Gewichts-Dirham bei 3,3 Gramm.

## Als Münzeinheit

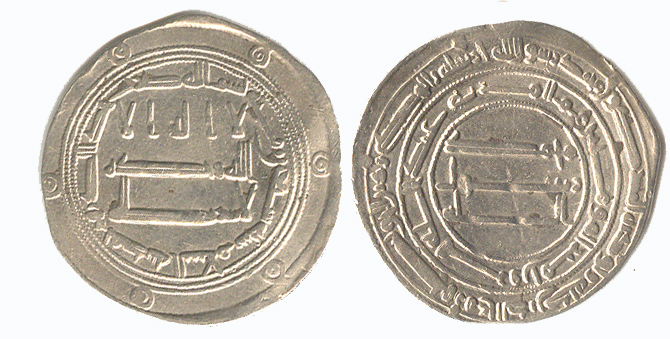
786 in Bagdad geprägter Dirham des berühmten Abbasidenkalifen Hārūn ar-Raschīd

Seit dem 7. Jahrhundert wurde der Dirhem neben dem Dinar (aus Gold) und dem Fils (aus Kupfer) die wichtigste Währungseinheit in der islamischen Welt. Er trug vor allem Inschriften religiöser Natur (wie die Schahada und Koranzitate) und solche, in denen der Prägeort, das Prägejahr, oft auch die Namen und Titel von Herrschern genannt werden. Über Osteuropa und den Mittelmeerraum gelangte sie auch nach Europa und verbreitete sich dort (wie Münzfunde belegen) vor allem zwischen dem 10. und 12. Jahrhundert.

## Als heutige Währung
Derzeit gültige Währungen mit Namen Dirham oder ähnlich:
- der Marokkanische Dirham
- der Dirham der Vereinigten Arabischen Emirate
- 1 Libyscher Dinar zu 1.000 Dirham
- 1 Katar-Riyal zu 100 Dirham
- 1 Jordanischer Dinar war bis 1992 in 10 Dirham geteilt
- 1 Tadschikischer Somoni zu 100 Diram
- Islamischer Dirhem (inoffiziell)